# Ramón Calderón Batres
Ramón Calderón Batres (* 29. Oktober 1938 in La Luz, Michoacán, Mexiko) ist emeritierter Bischof von Linares.

## Leben
Ramón Calderón Batres empfing am 1. Juli 1962 die Priesterweihe.
Papst Johannes Paul II. ernannte ihn am 12. Februar 1988 zum Bischof von Linares. Die Bischofsweihe spendete ihm der Apostolische Nuntius in Mexiko, Girolamo Prigione, am 25. März desselben Jahres; Mitkonsekratoren waren Adolfo Antonio Suárez Rivera, Erzbischof von Monterrey, und Rafael Gallardo García OSA, Bischof von Tampico.
Am 19. November 2014 nahm Papst Franziskus seinen altersbedingten Rücktritt an.